# 安德烈亚斯·格雷戈尔
安德烈亚斯·格雷戈尔（德語：Andreas Gregor，1955年4月27日—），德国男子赛艇运动员。他曾代表东德参加1980年夏季奥林匹克运动会赛艇比赛，获得男子四人单桨有舵手金牌。